# Los Angeles Kickers
O Los Angeles Kickers foi um time americano de futebol fundado em 1951. O clube venceu a National Challenge Cup, agora conhecida como US Open Cup, em 1958 e 1964. 
Em 1951, Albert Ebert e Fritz Ermert fundaram o Los Angeles Kickers como uma equipe de imigrantes predominantemente alemã. Dentro de algumas temporadas, ele perdeu sua identidade alemã e se tornou uma poderosa equipe do sul da Califórnia, vencendo a California State Cup de 1956. Em 1958, os Kickers venceram a primeira das sete copas consecutivas. Nesse ano, também venceu a National Challenge Cup de 1958. 
O Kickers perdeu a final da National Challenge Cup de 1960 para o Philadelphia Ukrainian Nationals e terminou em segundo com o St. Stephens na classificação da liga.  Em 1963, os Kickers se fundiram com o Los Angeles Victoria e venceram a National Challenge Cup de 1964 como Los Angeles Kickers-Victoria, ou LA-KV, segundo algumas contas. Os Kickers continuaram a absorver ou fundir-se com outros clubes, nomeadamente Germania em 1966, Hollywood em 1972 e Alemania em 1975. A equipe agora é conhecida como Los Angeles Soccer Club. 